# Магомедов, Шамиль Абдулаевич (ушу)
Шамиль Абдулаевич Магомедов (9 апреля 1971, с. Телетль, Советский район, Дагестанская АССР, РСФСР, СССР) — российский спортсмен, специализируется по ушу, чемпион мира и Европы по ушу-саньда, 3-х кратный чемпион России.

## Биография
Ушу-саньда начал заниматься в 1991 году. Тренер — Расул Чотанов. Является чемпионом мира и Европы, трёхкратным чемпионом России.

## Спортивные достижения
- Чемпионат России по ушу 1995 — ;
- Чемпионат России по ушу 1996 — ;
- Чемпионат Европы по ушу 1996 — ;
- Чемпионат России по ушу 1999 — ;
- Чемпионат мира по ушу 1999 — ;

## Личная жизнь
В 1988 году окончил среднюю школу в посёлке Кяхулай г. Махачкалы. По национальности — аварец.